# 卡羅蒙特健康公園
卡羅蒙特健康公園是一座位於北卡羅萊納州加斯托尼亞的綜合性體育場，於2021年啟用，它是大西洋職業棒球聯盟加斯托尼亞蜂蜜獵人的主場，該聯盟是美國職業棒球大聯盟的官方合作夥伴聯盟。
新球場旨在容納各種活動，包括演場會、足球、袋棍球和美式足球，舖設人工草皮，可容納5000人。

## 外部連結
- . fusegastonianc.com. City of Gastonia Economic Development.   [October 12, 2020]. （原始内容存档于2022-01-24）.
- . gastoniaprobaseball.com. Gastonia Honey Hunters Baseball.   [May 17, 2021]. （原始内容存档于2021-05-13）.